# Anton Duhovnik
Anton Duhovnik, slovenski rimskokatoliški duhovnik in funkcionar Slovenske legije, * 9. maj 1910, Preska, † (?) april 1945, Mauthausen.

## Življenje in delo
Rodil se je v kmečki družini očetu Melku (Melhior) in materi Marjani (rojena Erjavec). Po končani ljudski šoli v rojstnem kraju je šolanje nadaljeval na škofijski klasični gimnaziji v Šentvidu in bogoslovju na ljubljanski teološki fakulteti. V mašnika je bil posvečen 2. julija 1933. Kot kaplan je služboval v Koroški Beli (1933–1938) in od 1. februarja 1938 do nemške zasedbe Kraljevine Jugoslavije v Srednji vasi v Bohinju. Rad je organiziral romanja, župljane je vodil na Svete Višarje, Sveto Goro pri Gorici in v Rim. V Srednji vasi je sodeloval s članom organizacije TIGR Slavkom Jelinčičem in pomagal pri prenosu slovenske ilegalne literature v Kanalsko dolino. V Srednji vasi pa je z njim navezal stik Anglež, pripadnik obveščevalne službe, s katerim je verjetno sodeloval. Nekaj dni po zasedbi Gorenjske so ga Nemci v Srednji vasi aretirali, zaprli v Šentvidu pri Ljubljani in nato izročili Italijanom v Ljubljani, kjer je nato živel kot zasebnik. V Ljubljani se je vključil v ilegalno protiokupacijsko in protikomunistično delo. Med drugim je prevajal tudi za zbirko Slovenčeva knjižnica, izšel je njegov prevod Kellerjeve povesti Moj jaz na oddihu. Do kapitulacije fašistične Italije je bil v vodstvu Slovenske legije, vodil njeno obveščevalno službo in vzdrževal stike s Prostovoljno protikomunistično milico in poveljnikom slovenskih četnikov Karlom Novakom. Ko se je v Trstu organiziralo Slovensko domobranstvo je primorskim domobrancem pomagal pri organizacijskem delu. V slovenskem narodnem varnostnem zboru je kot nadporočnik služboval pri propagandnem odseku. Od maja 1944 je vodil slovenski del voda nemške propagandne ustanove Kommando Adria v Trstu, po nekaterih virih tudi pri Schutzstaffel in tajni domobranski policiji, obenem pa ilegalno delal za Slovensko legijo in sodeloval v obveščevalnem omrežju zahodnih zaveznikov, ki jo je v Trstu vodil Jože Golec. Nemci so njegovo dejavnost odkrili in ga na poti v Vatikan septembra 1944 v Raveni aretirali. 22. decembra je prišel v koncentracijsko taborišče Mauthausen. Aprila 1945 je bil v plinski celici usmrčen. Točen datum smrti ni znan. Po podatkih sorodnikov naj bi bil usmrčen 16. aprila, iz taboriščnih knjig naj bi bil datum usmrtitve 26. april, v arhivih rdečega križa pa o njem ni nobenih podatkov.